# Slavko Modrijan
Slavko Modrijan (Lukovdol, 20. srpnja 1909. – Zagreb, 7. travnja 1985.) bio je hrvatski skladatelj, dirigent i glazbeni pedagog.

## Životopis
Rođen je 20. srpnja 1909. u Lukovdolu u obitelji Slavka i Terezije rođ. Mikić. Kršten je imenom Slavoljub. Bio je drugo od četvero djece u obitelji.
U Zagrebu je pohađao Učiteljsku školu od 1926. do 1931. godine te Hrvatski državni konzervatorij od 1932. do 1936. godine. Na Kraljevskoj glazbenoj akademiji studirao je od 1930. do 1935. te je diplomirao 1942. godine kod Krsta Odaka.
Od 1936. godine bio je učitelj Gradskog učeničkog doma u Zagrebu. Godine 1936. osniva Dječji zbor „Proljeće”, a ubrzo je organizirao i brojne smotre i nastupe dječjih školskih zborova iz Zagreba i okoline. Počeo je 1939. godine uređivati i izdavati glazbeni časopis Proljeće.
Godine 1943. pripremio je i tiskao pjesmaricu Jaglaci. Od 1. travnja 1942. do 1. srpnja 1945. bio je namještenik Radio stanice Zagreb (Hrvatski krugoval). Uređivao je radijske emisije za djecu te je s dječjim zborom Proljeće snimao izvedbe skladbi hrvatskih i europskih skladatelja. U časopisu Hrvatski krugoval uređivao je stranice za djecu gdje je objavljivao pjesme hrvatskih pjesnika i učenika.
Nakon Drugog svjetskog rata, 23. svibnja 1945. osuđen je na namještenom procesu zbog političke krivice na dvije godine gubitka građanskih prava te godinu dana zatvora. Zbog dobrog ponašanja pušten je uvjetno 2. ožujka 1946. godine. Kako zbog odslužene kazne nije mogao pronaći posao morao se vratio u Lukovdol gdje je raznosio drva.
Godine 1947. postao je nastavnik i ravnatelj Glazbene škole u Bjelovaru. Od 1957. premješten je u Učiteljsku gimnaziju u Slavonskome Brodu u kojoj je djelovao do mirovine.
Preminuo je u Zagrebu 7. travnja 1985. godine.

### Članci
- Kirchmayer Bilić, Eva. 2023. Skladatelj Slavko Modrijan i njegova ostavština. Kroatologija. Sveučilište u Zagrebu – Fakultet hrvatskih studija. Zagreb. 14 (2): 105–119